# 尚帕涅勒塞克
尚帕涅勒塞克（法語：Champagné-le-Sec，法語發音：[ʃɑ̃paɲe lə sɛk]）是法国新阿基坦大区维埃纳省的一个市镇，位于该省西南部，属于蒙莫里永区。

## 地理
尚帕涅勒塞克（46°11'25"N, 0°11'29"E）面积7.99 平方千米，位于法国新阿基坦大区维埃纳省，该省份为法国中西部省份，北起曼恩-卢瓦尔省和安德尔-卢瓦尔省，西接德塞夫勒省，南至夏朗德省，东南接上维埃纳省，东临安德尔省。
与尚帕涅勒塞克接壤的市镇（或旧市镇、城区）包括：布朗宰、绍奈、利纳宰、圣皮埃尔-代克西德伊。

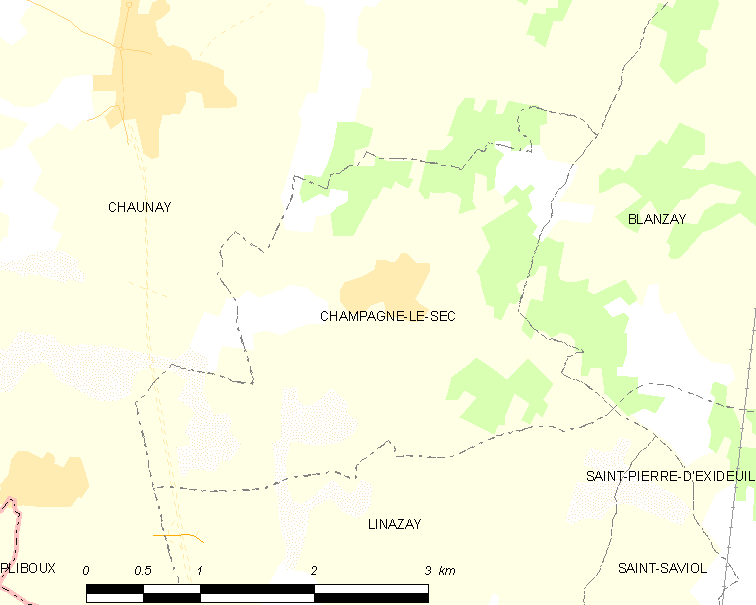
尚帕涅勒塞克的OSM定位图

尚帕涅勒塞克的时区为UTC+01:00、UTC+02:00（夏令时）。

## 行政
尚帕涅勒塞克的邮政编码为86510，INSEE市镇编码为86051。

## 政治
尚帕涅勒塞克所属的省级选区为锡夫赖县。

## 人口

1962-2008年间尚帕涅勒塞克人口变化图示

尚帕涅勒塞克于2022年1月1日时的人口数量为213人。